# جشنواره کیکسی
جشنواره چی‌شی (چینی: 七夕節) یا فستیوال چی‌‌چیائو (چینی: 乞巧節) یک جشنواره چینی است در بزرگداشت نشست سالانه گاوچران و دختر بافنده در اساطیر چینی. این جشن در روز هفتم از ماه هفتم در تقویم چینی اتفاق می‌افتد.
این جشنواره نشات گرفته از افسانه عاشقانه دو دلداده ژی‌نو و نیولنگ است که در اسطوره‌ها دختری بافنده خدمتکار و پسری گاو چران بودند. در این داستان افسانه‌ای جایی برای کسی چون کوپیدو خدای عشق یونانی وجود ندارد. در عوض در این اسطوره ژی‌نو، یک پری خدمتکار بافنده و نیولنگ، یک گاودار نقش اصلی را برعهده دارند. آنها، زوجی از جان گذشته با دو فرزند هستند که توسط الهه آسمان‌ها که نمی‌تواند درک کند چرا یک پری با یک موجود فانی ازدواج کرده از هم جدا شده‌اند. ژی‌نو که خود الهه است دل‌شکسته به آسمان‌ها برمی‌گردد و بین او و دوستدارش برای همیشه با یک رودخانه فاصله می‌افتد. بعدها این رود به نام کهکشان راه شیری شناخته می‌شود. ژی‌نو آنقدر اشک می‌ریزد که الهه اجازه می‌دهد تا عشاق یک بار در سال به وصال برسند که روز هفتم از ماه هفتم از تقویم سنتی قمری چینی است. محل ملاقات ایشان پلی است که توسط زاغ‌ها ایجاد شده است. از این رو این جشنواره گاهی به نام جشنواره دو هفتمین،روز ولنتاین چینی یا شب هفتم‌ها  یا جشنواره زاغی نیز نامیده می‌شود.
این داستان از زمان سلسله هان تاکنون جشن گرفته می‌شود. قدیمی‌ترین و شناخته شده‌ترین اشاره به این جشنوارهٔ معروف، به اسطوره‌ای با قدمت بیش از ۲۶۰۰ سال پیش برمی‌گردد که در یک شعر کلاسیک به شیوه شی چینگ آمده است. جشنواره کیکیاو الهام‌بخش جشنواره‌های تاناباتا در ژاپن، چیلسوک در کره و تی اچ‌تیتک در ویتنام بوده است.
از سال ۲۰۰۹ تاکنون موتور جستجوی گوگل همه ساله به مناسبت این روز گوگل دودل صفحه اصلی خود را در تایوان تغییر می‌دهد.